# Tatort: Goldbach
Goldbach ist ein Fernsehfilm aus der Krimireihe Tatort. Der vom Südwestrundfunk produzierte Beitrag ist die 1029. Tatort-Episode und wurde am 1. Oktober 2017 im Programm Das Erste gesendet. Das Freiburger Ermittlerduo Tobler und Berg ermittelt seinen ersten Fall.

## Handlung
Die elfjährige Frieda wird tot im Wald aufgefunden. Sie war zusammen mit zwei gleichaltrigen Freunden, Linus und Paul, draußen spielen. Linus ist verschwunden und Paul sagt offenbar nicht alles, was er weiß. Die Eltern der drei Kinder stehen von nun an im Vordergrund der Handlung und alle haben einen unterschiedlichen Bezug zu den Geschehnissen: Friedas Eltern trauern um ihre Tochter, Linus’ Eltern machen sich Sorgen um ihren verschwundenen Sohn und Pauls Eltern, deren Sohn der Polizei gegenüber widersprüchliche Angaben macht, wollen irgendwie helfen. Das Ergebnis der Obduktion spricht dafür, dass einer der beiden Jungs der „Täter“ sein könnte, sowohl auf Grund der geringen Distanz, aus der abgefeuert wurde, als auch der geringen Einfallshöhe der Kugel, die darauf hindeutet, dass der Schütze etwa gleich groß wie Frieda war.
Die Ermittler finden unweit der Stelle, an der Frieda gefunden wurde, ein Versteck mit mehreren Schusswaffen, alle vom selben ortsansässigen Großhersteller. Dieser ist ein wichtiger Faktor für die regionale Wirtschaft, weshalb die Ermittler, speziell die Vorgesetzte Cornelia Harms, darauf bedacht sind, den Konzern nicht zu verärgern. Es stellt sich heraus, dass die Waffen nie verkauft, sondern dem Konzern gestohlen wurden, was dieser nicht gemeldet hat. Auf Anraten des Innenministers wird dieser Fakt jedoch nicht öffentlich gemacht und die Diebstahlmeldung zurückdatiert.
Der Vater von Paul ist Mitarbeiter des Waffenherstellers. Da er trotz langjähriger Bemühung keine Aussichten auf eine unbefristete Festanstellung gesehen hatte, stahl er die Waffen und beabsichtigte sie zu verkaufen. Vorerst hatte er sie im Wald versteckt. Das hatte Paul mitbekommen, der seine beiden gleichaltrigen Freunde dorthin führte, um ihnen die Waffen zu zeigen. Pauls Vater hatte vorher die Magazine herausgenommen, aber nicht bedacht, dass noch eine Kugel im Lauf sein konnte. Mit dieser hat Linus beim Spielen mit der Waffe Frieda versehentlich erschossen. Erschrocken versteckt er sich fortan im Wald, was Paul weiß und verschweigt.
Die aufwändige Suche mit einem Polizeihubschrauber bringt ebenso keine Ergebnisse wie die Durchsuchung des Waldes per Polizeikette. Erst nachdem Linus etwas Essbares bei einem Tankstellenladen gestohlen hat und wegen der Waffe in seiner Hand aufgefallen ist, wird er von Kommissarin Tobler wenig später in seinem Versteck gefunden. Nach einigem furchtsamen Zögern erzählt er der behutsam vorgehenden Kommissarin, was passiert ist. Paul führt Friedas und Linus’ Väter an die Fundstelle der Waffen. Als auch sein Vater auftaucht, der die Waffen holen will, wird dieser von Friedas Vater mit einer Pistole bedroht; der einschreitende Kommissar Berg kann eine Eskalation gerade noch rechtzeitig verhindern.

## Hintergrund
Im Dezember 2015 stellte der SWR den Entertainer Harald Schmidt für die Rolle des Kriminaloberrates Gernot Schöllhammer vor. Harald Schmidt sagte am 20. Februar 2017 kurz vor dem Drehbeginn ab; seine Rolle wurde gestrichen.
Der Film wurde an 24 Drehtagen vom 7. März 2017 bis zum 7. April 2017 in Schluchsee, Bernau im Schwarzwald, Baden-Baden, Todtnau und der Wutachschlucht gedreht. Die Premiere fand am 2. September 2017 auf dem 13. Festival des deutschen Films in Ludwigshafen statt. Goldbach ist kein fiktiver Ort, sondern ein zu Bernau im Schwarzwald gehörender Weiler, in dem tatsächlich gedreht wurde.
Victoria Mayer und Godehard Giese spielten bereits 2007 in der Tatort-Folge Satisfaktion ein Ehepaar.

## Rezeption

### Kritiken
„‚Goldbach‘ ist ein ruhiges, fast elegisches, von jedem Effektschnickschnack befreites Krimidrama. […] Ein angenehm witterungsintensiver ‚Tatort‘, in dem die Ermittler und die Filmemacher die Umgebung nehmen, wie sie ist.“

„Der Tod eines Kindes ändert alles. Und niemand ist ihm gewachsen. Dieser Tatort ist stark, wenn er nah bei seinen Figuren bleibt. Ein weiter Erzählstrang will die Themen Waffenhandel und Verbindungen zu den högschden Kreisen der Landespolitik einbinden, was aber nicht richtig funktioniert. Solider Dienstbeginn, auch ohne Harald Schmidt, der einen Kriminaloberrat hätte spielen sollen, dann aber absagte.“

### Einschaltquoten
Die Erstausstrahlung von Goldbach am 1. Oktober 2017 wurde in Deutschland von 9,13 Millionen Zuschauern gesehen und erreichte einen Marktanteil von 27,2 % für Das Erste.